# Elvira Pérez de Lara
Elvira Pérez de Lara (ca.1110-1174). Infanta de León y de Castilla e hija ilegítima de la reina Urraca y el conde Pedro González de Lara. 

## Biografía
La reina Urraca era viuda del conde Raimundo de Borgoña con el que había tenido dos hijos: Alfonso VII de León (1105-1157) y Sancha Raimúndez (1102-1159). Volvió a casar en segundas nupcias en 1109 con el rey Alfonso I de Aragón con quien mantuvo una relación muy tortuosa.
Elvira Pérez era hija ilegítima de la reina Urraca y del conde Pedro González de Lara, casado con Ava, viuda del conde García Ordóñez.  Su nacimiento sería posterior a la batalla de Candespina donde la reina luchaba contra su segundo marido, el rey Alfonso el Batallador. En este periodo los hijos extramatrimoniales eran considerados normales y reconocidos, como ocurrió en el periodo de su abuelo Alfonso VI. Elvira fue reconocida en varios documentos regios como hija de la reina Urraca, aunque nunca se nombraba la filiación paterna, a diferencia de lo que ocurría con su medio hermana Sancha.
Su primera aparición en la documentación medieval fue el 14 de abril de 1122 cuando confirmó en el Monasterio de San Pedro de Arlanza un «acuerdo sobre términos y fueros entre los consejos de Pinilla y Renedo y e de Santa María de Retortillo» En 1141, Elvira intervino con sus parientes en otra donación al monasterio de Arlanza y en 1147 confirmó el fuero otorgado por su madrastra, la condesa Ava, a los habitantes de Tardajos. Aparece otra vez con sus parientes Lara en diciembre de 1159 confirmando una donación de García García de Aza, hijo del conde García Ordóñez, a la catedral de Burgos.
El emperador Alfonso VII había concedido a su medio hermana Elvira, las villas de Nogal y Olmillos, en el Camino de Santiago, por su matrimonio con el conde Beltrán. En enero de 1168.  Elvira donó dichas villas al monasterio de Sahagún en León.
Su última aparición en la documentación fue en 1174 cuando confirmó la donación de Nogal y Olmillo al monasterio de Sahagún y probablemente falleció en ese año o en el siguiente.

## Matrimonios
Elvira Pérez de Lara se casó en dos ocasiones. Su primer matrimonio fue con García Pérez de Traba, (m. ca. 1129) hijo de Pedro Froilaz de Traba —del linaje de los señores de Trastámara, el más importante de Galicia— y de su segunda esposa Mayor «Gontrodo» Rodríguez. En 1138, Elvira aparece en el monasterio de San Paio de Antealtares en Galicia haciendo una donación por las almas su marido e hijos fallecidos y enterrados en dicho monasterio donde menciona a los padres de su esposo difunto: comitissa Gelvira, domini Petri et reginae domne Urracae filia pro anima mei viri domine Garcia, comitis domini Petri filius et dominae Maioris (...) filiorumque meorum.
Este enlace sería breve dado que cuando casó por segunda vez, ya era viuda, a pesar de contar unos dieciocho años. Posteriormente, entre 1128 y 1129, la infanta Elvira casó con Beltrán de Risnel siguiendo los deseos de su medio hermano el emperador Alfonso VII. Bertrán de Risnel procedía de una gran familia de  Champaña que acompañaba a Pedro González de Lara. Era además sobrino o primo del Alfonso el Batallador, favor por el que tuvo el gobierno de Carrión.
No figura que Beltrán y Elvira tuviesen descendencia, aunque una tal María Beltrán quién caso con Jimeno Íñiguez, señor de Cameros, pudo haber sido hija de Beltrán de una relación anterior debido a su patronímico.